# Ivan Esculudes
Ivan Esculudes est un joueur international mozambicain de rink hockey. Il évolue, en 2015, au sein du Estrela Vermelha.

## Palmarès
En 2015, il participe au championnat du monde de rink hockey en France.